# زبان‌های میکرونزیایی
زبان‌های میکرونزیایی شاخه‌ای از زبان‌های اقیانوسیه‌ای  است. این شاخه شامل ۱۹ زبان میکرونزیایی به همراه زبان نارونائورویی است.